# Cable Beach

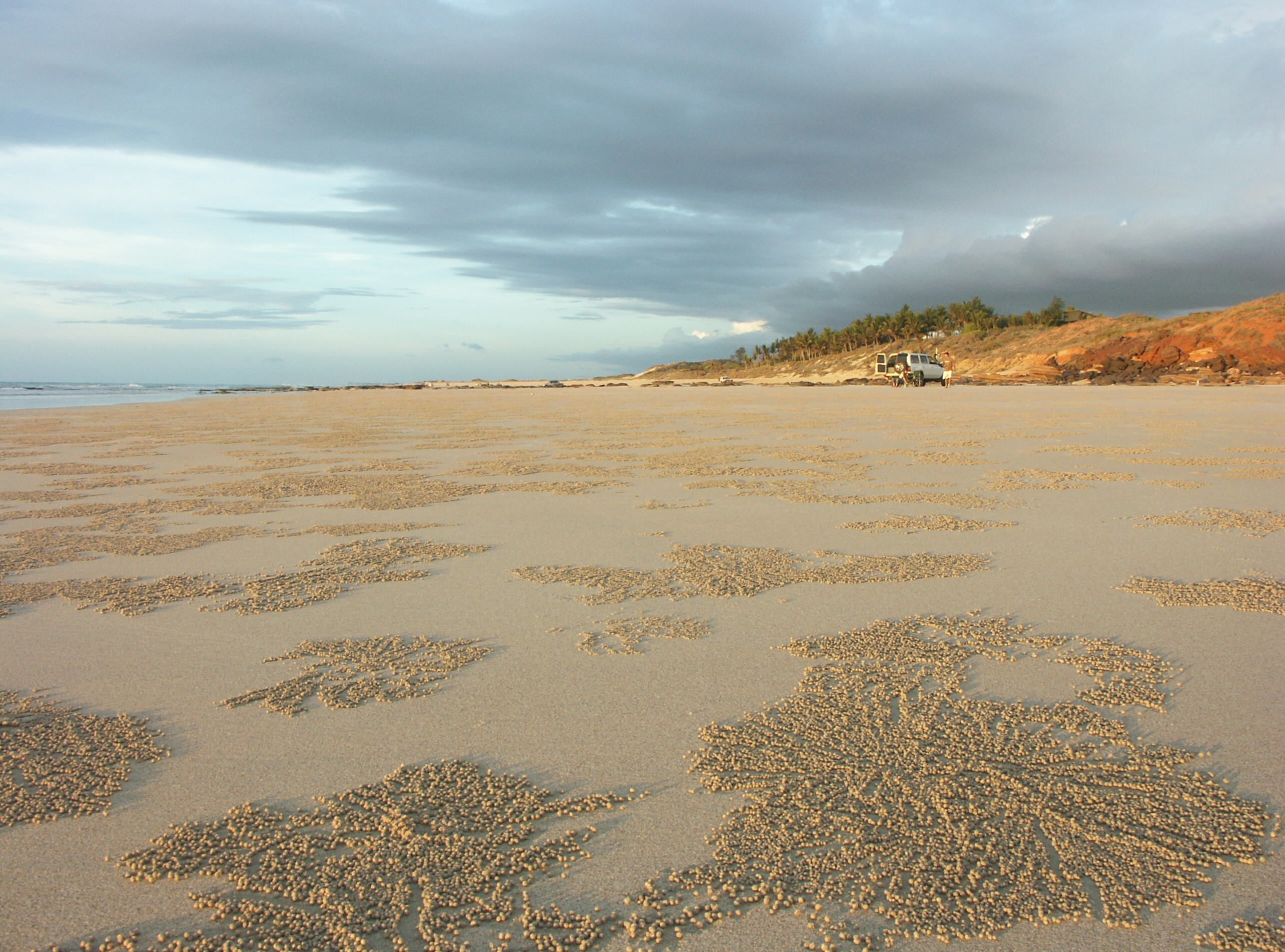
Cable beach con la bassa marea

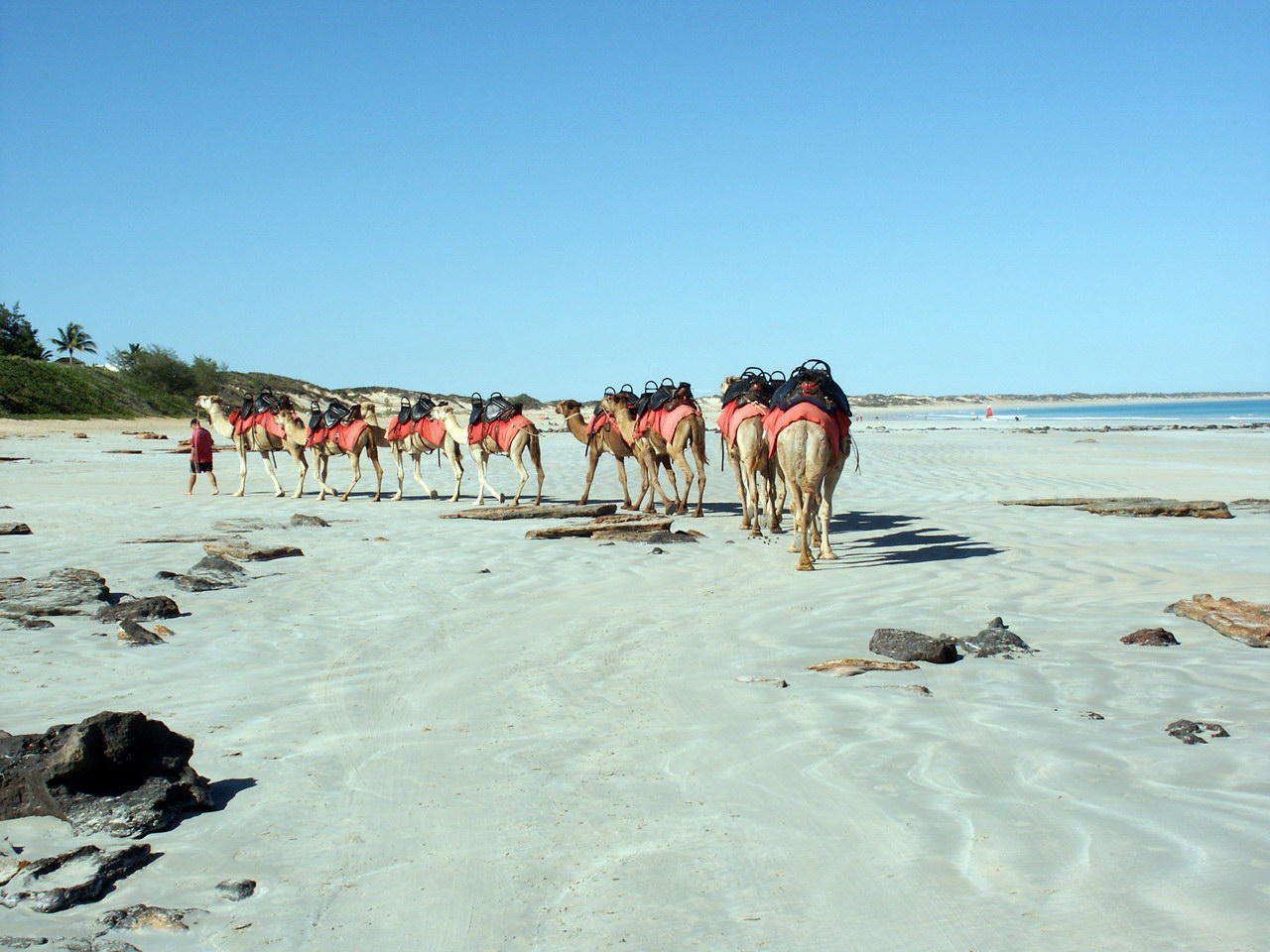
Fila di cammelli sulla spiaggia

Cable Beach è una spiaggia australiana sull'Oceano Indiano nonché omonimo sobborgo di Broome nell'Australia Occidentale. Il nome proviene dal cavo telegrafico posto tra Broome e Giava nel 1889.